# マンバ属
マンバ属（マンバぞく、Dendroaspis）は、有鱗目コブラ科の属の1つ。動きが速く、猛毒を持つ毒蛇が分類される。4種が分類され、そのうち3種は基本的に樹上性で緑色であるのに対し、ブラックマンバは主に陸生で、一般的に茶色または灰色である。いずれもサブサハラアフリカのさまざまな地域に生息し、特にブラックマンバは恐れられている。アフリカにはマンバに関する伝説や物語が数多くある。

## 行動
緑色の3種は樹上性であるのに対し、ブラックマンバは主に陸生である。4 種はすべて昼行性の活動的な捕食者で、鳥、トカゲ、小型哺乳類を捕食する。日が暮れると、特に陸生のブラックマンバは巣穴に避難する。マンバは何年も同じ巣穴にとどまることがある。コブラに似たマンバの威嚇行動には、首を持ち上げること、口を開けること、シューという音を出すことが含まれる。ブラックマンバの口は内側が黒く、これにより威嚇がより顕著になる。首を持ち上げたマンバの頭部はより狭く長くなり、コブラのように直立するのではなく、かなり前方に傾く。
ブラックマンバが人間を追いかけて襲うという話はよく知られているが、実際にはこのヘビは一般的に人間との接触を避けている.。ブラックマンバはサブサハラアフリカ各地に生息する猛毒のヘビである。ブラックマンバは動きが速く、神経質であり、脅かされると襲い掛かる。Branch（2016）の調査結果によると、ブラックマンバの毒は神経毒と心毒性があり、めまい、極度の疲労、視覚障害、口からの泡、麻痺、けいれんなどの症状を急速に引き起こし、治療しないと呼吸不全または心不全で死に至る。ブラックマンバの毒は猛毒だが、抗毒素が利用可能であり、すぐに毒に侵された部分を治療することができる。
人間を追跡するという行動は、ヘビが巣穴に逃げようとしているところを勘違いした例であろう。ブラックマンバは通常、そのスピードを利用して脅威から逃げており、通常積極的に人間を攻撃することは無い。

## 毒
全てのマンバは、デンドロトキシン、短鎖α神経毒、心臓に作用する毒、ファシキュリンなどの医学的に重要な毒を持っている。全てのマンバは、世界保健機関によって医学的に重要なヘビに分類されている。
デンドロトキシンには、異なる標的を持つ複数の成分が含まれている。
- デンドロトキシン1は、腸管平滑筋のシナプス前および後のレベルでカリウムチャネルを阻害する。また、ラット骨格筋に組み込まれたカルシウムイオン感受性カリウムチャネルも阻害する[9]。
- デンドロトキシン3はアセチルコリンM4受容体を阻害する[10]。
- デンドロトキシン7は、一般にムスカリン毒素7（MT7）と呼ばれ、アセチルコリンM1受容体を阻害する[10]。
- デンドロトキシンKは、クニッツ型プロテアーゼ阻害剤と構造的に相同性があり[11]、電位依存性カリウムチャネルの選択的遮断剤としての活性を有する[12]。

毒性だけで中毒の重症度が決まるわけではなく、ヘビの気質、毒の収量、傷口と中枢神経系の距離、刺し傷の深さなどの要因も関係する。マンバに噛まれると急速な症状の発現を引き起こすが、ブラックマンバに噛まれた場合最も悪化し、理由としてはブラックマンバのより陸生的な性質（人間と接触する可能性が高い）、高い防御力（致命的な咬傷を与える可能性が高い）、体が大きい（被害者の脳に近いより高い位置で攻撃する）、平均的な毒の収量と毒性が高い（実験結果に基づく）ことが考えられる。ブラックマンバに噛まれて治療を受けなかった場合の致死率はほぼ100%であるという説が様々な情報源から出回っているが、これはおそらく特定の抗毒素がまだ導入されていなかった1957年から1963年の間に単一地域で作成された単一の医療記録に基づいていると思われる。この種の毒素に効果のない非特異的多価抗毒素を投与されたこの種の犠牲者7人のうち7人が、その咬傷で死亡した。しかし南アフリカで行われた別の調査では、効果のない治療を受けた人々の死亡率は約43%（患者35人中15人が死亡）と報告されている。マンバに特異的な抗毒素は1962年に導入され、続いて1971年に完全な多価抗毒素が導入された。同じ報告書によると、この期間中に南アフリカでブラックマンバに噛まれて抗毒素を投与された38人のうち5人が死亡した。それ以来、特定の抗毒素が広く使用されるようになり、死者数は大幅に減少した。
恐ろしい評判としばしば誇張された悪名にもかかわらず、マンバの被害はパフアダーなどの他のヘビに比べてはるかに少ない。住居への近さに加えて、特定の種の行動もヘビの咬傷率に関して重要な側面である。マンバは機敏で、明確な脅威を示して対峙すると逃げるため、ヘビを早期に認識でき、緊張を避けることができる。

## 分類
属名の Dendroaspis は、古代ギリシア語の「déndron (δένδρον、「木」の意味」と「aspis ( ασπίς 、「盾」の意味）」に由来する。「aspis」は「コブラ」や単に「ヘビ」、特に「フード（盾）のあるヘビ」も表す。ラテン語のaspisを経由して、英語の単語「asp」の語源となった。古代の文献では、aspisまたはaspは、盾のようなフードを持つエジプトコブラ（Naja haje）を指すことが多かった。マンバ属は、ドイツの博物学者であるヘルマン・シュレーゲルによって1848年に設立され、タイプ種は Elaps jamesonii であった。1856年にデュメリルによってDendraspisと誤って表記され、その後の著者によって訂正されることはなかった。 1936年、オランダの爬虫類学者レオ・ブロンゲルスマは、正しい綴りは Dendroaspis であると指摘し、フィッツィンガーが1843年にキングコブラのために Dendraspis という造語を作ったため優先権があり、その名前は無効であると付け加えた。1962年、ドイツの爬虫類学者ロバート・メルテンスは、フィッツィンガーによる1843年の Dendraspis の記載は Dendroaspis に類似しており、その使用によって混乱が生じることを理由に、その記載を廃止することを提案した。「Mamba」という言葉は、ズールー語の「Imanba(鱗)」に由来すると考えられている。

### 下位分類
ブラックマンバはアフリカ南部と東部のサバンナや岩の多い丘陵地帯に生息している。アフリカ最長の毒蛇であり、全長は最大4.2 mに達するが、平均は2.5 mである。世界最速の蛇の1つであり、最高時速20kmで這い進む。
| 学名                    | 著者              | 画像 | 和名                 | 英名                | 分布 |
| ----------------------- | ----------------- | ---- | -------------------- | ------------------- | --- |
| Dendroaspis angusticeps | (Smith, 1849)     |      | ヒガシグリーンマンバ | Eastern green mamba | ケニア、タンザニアマラウィ、モザンビーク、ジンバブエ、エスワティニ、南アフリカ共和国東部 |
| Dendroaspis jamesoniT   | (Traill, 1843)    |      | ジェイムソンマンバ   | Jameson's mamba     | 中部アフリカの南スーダン、ガボン、アンゴラ、ザンビア、コンゴ共和国、コンゴ民主共和国、カメルーン、赤道ギニア、ナイジェリア、ケニア、ウガンダ、ルワンダ、ブルンジ、タンザニア、中央アフリカ共和国、ベニン、トーゴ、ガーナ |
| Dendroaspis polylepis   | Günther, 1864     |      | ブラックマンバ       | Black mamba         | 中部アフリカ北部から東部アフリカ、南部アフリカにかけてのカメルーン、コンゴ共和国北部、中央アフリカ共和国、コンゴ民主共和国北部、スーダン南西部からエチオピア、エリトリア、ジブチ、ソマリア、ケニア、ウガンダ東部、ルワンダ、ブルンジ、タンザニア、南はモザンビーク、エスワティニ、マラウィ、ザンビア、ジンバブエ、レソト、ボツワナからクワズール・ナタール州、ナミビアまで分布し、アンゴラからコンゴ民主共和国南部まで広がる |
| Dendroaspis viridis     | (Hallowell, 1844) |      | ニシグリーンマンバ   | Western green mamba | 西アフリカのセネガル南部、ガンビア、ギニアビサウ、ギニア、シエラレオネ、リベリア、コートジボワール、ガーナ、トーゴ、ベニン、ナイジェリア南西部 |

### 系統
2018年に行われたマンバの毒の分析と2016年の遺伝子分析により、種間の関係を表す以下の系統樹が作成された。

|  | キングコブラ |
|  |              |

|  | \| \| ジェイムソンマンバ(基亜種) \| \| \| \| \| \| オグロジェイムソンマンバ(亜種) \| \| \| \| |
|  |                                                                                               |
|  | ニシグリーンマンバ                                                                            |
|  |                                                                                               |
|  | ジェイムソンマンバ(基亜種)                                                                    |
|  |                                                                                               |
|  | オグロジェイムソンマンバ(亜種)                                                                |
|  |                                                                                               |

|  | ジェイムソンマンバ(基亜種)     |
|  |                                |
|  | オグロジェイムソンマンバ(亜種) |
|  |                                |

|  | ヒガシグリーンマンバ |
|  |                      |
|  | ブラックマンバ       |
|  |                      |

|  | \| \| ジェイムソンマンバ(基亜種) \| \| \| \| \| \| オグロジェイムソンマンバ(亜種) \| \| \| \| |
|  |                                                                                               |
|  | ニシグリーンマンバ                                                                            |
|  |                                                                                               |
|  | ジェイムソンマンバ(基亜種)                                                                    |
|  |                                                                                               |
|  | オグロジェイムソンマンバ(亜種)                                                                |
|  |                                                                                               |

|  | ジェイムソンマンバ(基亜種)     |
|  |                                |
|  | オグロジェイムソンマンバ(亜種) |
|  |                                |

|  | ヒガシグリーンマンバ |
|  |                      |
|  | ブラックマンバ       |
|  |                      |

|  | キングコブラ |
|  |              |

|  | \| \| ジェイムソンマンバ(基亜種) \| \| \| \| \| \| オグロジェイムソンマンバ(亜種) \| \| \| \| |
|  |                                                                                               |
|  | ニシグリーンマンバ                                                                            |
|  |                                                                                               |
|  | ジェイムソンマンバ(基亜種)                                                                    |
|  |                                                                                               |
|  | オグロジェイムソンマンバ(亜種)                                                                |
|  |                                                                                               |

|  | ジェイムソンマンバ(基亜種)     |
|  |                                |
|  | オグロジェイムソンマンバ(亜種) |
|  |                                |

|  | ヒガシグリーンマンバ |
|  |                      |
|  | ブラックマンバ       |
|  |                      |

|  | \| \| ジェイムソンマンバ(基亜種) \| \| \| \| \| \| オグロジェイムソンマンバ(亜種) \| \| \| \| |
|  |                                                                                               |
|  | ニシグリーンマンバ                                                                            |
|  |                                                                                               |
|  | ジェイムソンマンバ(基亜種)                                                                    |
|  |                                                                                               |
|  | オグロジェイムソンマンバ(亜種)                                                                |
|  |                                                                                               |

|  | ジェイムソンマンバ(基亜種)     |
|  |                                |
|  | オグロジェイムソンマンバ(亜種) |
|  |                                |

|  | ヒガシグリーンマンバ |
|  |                      |
|  | ブラックマンバ       |
|  |                      |